# Arros-d'Oloron
Pour les articles homonymes, voir Arros (homonymie) et Oloron.
Arros-d'Oloron est une ancienne commune française du département des Pyrénées-Atlantiques. Le 1er janvier 1973 (arrêté préfectoral du 29 décembre 1972), la commune est absorbée par Asasp pour former la nouvelle commune d'Asasp-Arros.

## Géographie
Le village fait partie du piémont oloronais.

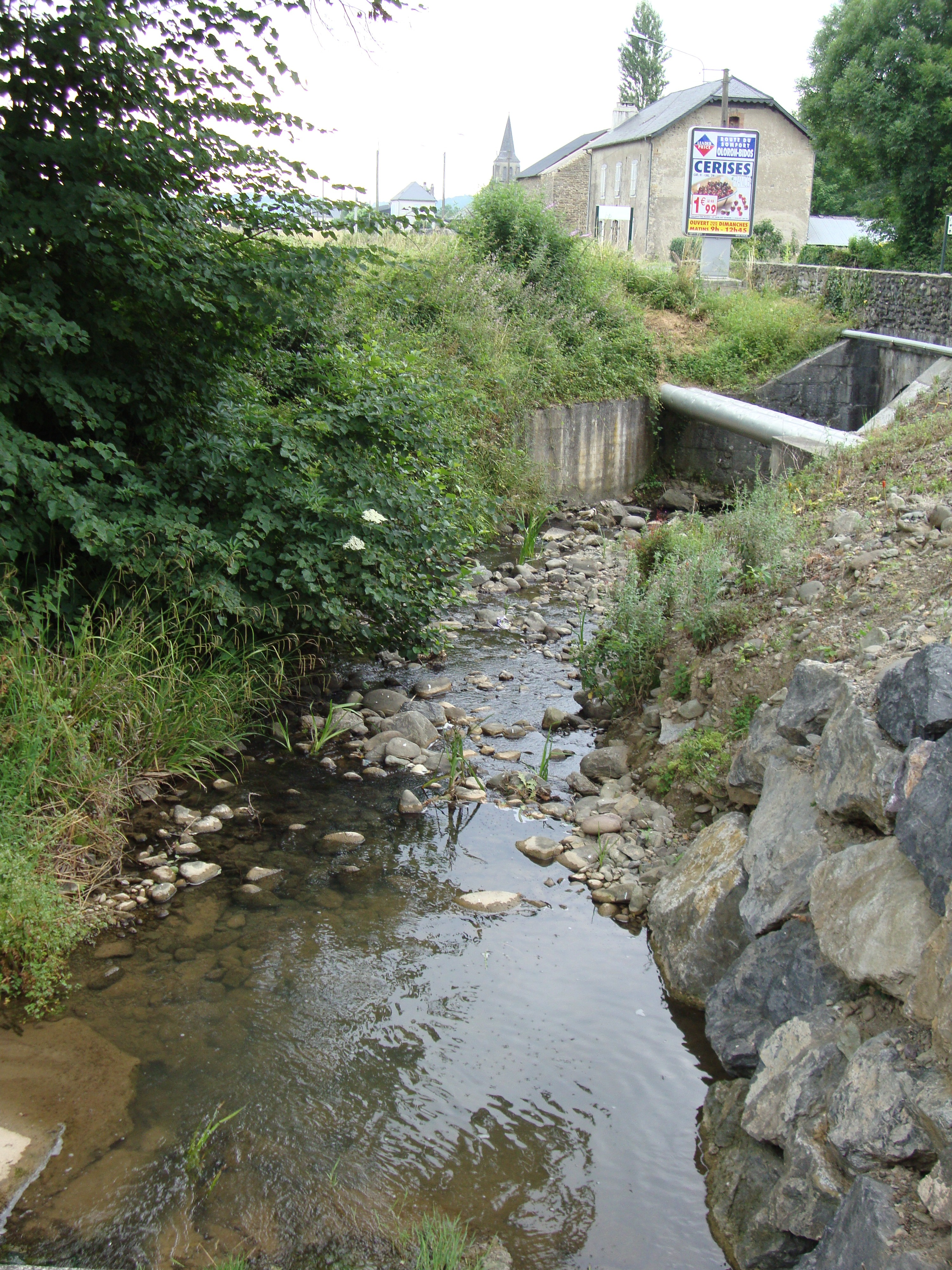
La Toupiette à Arros.

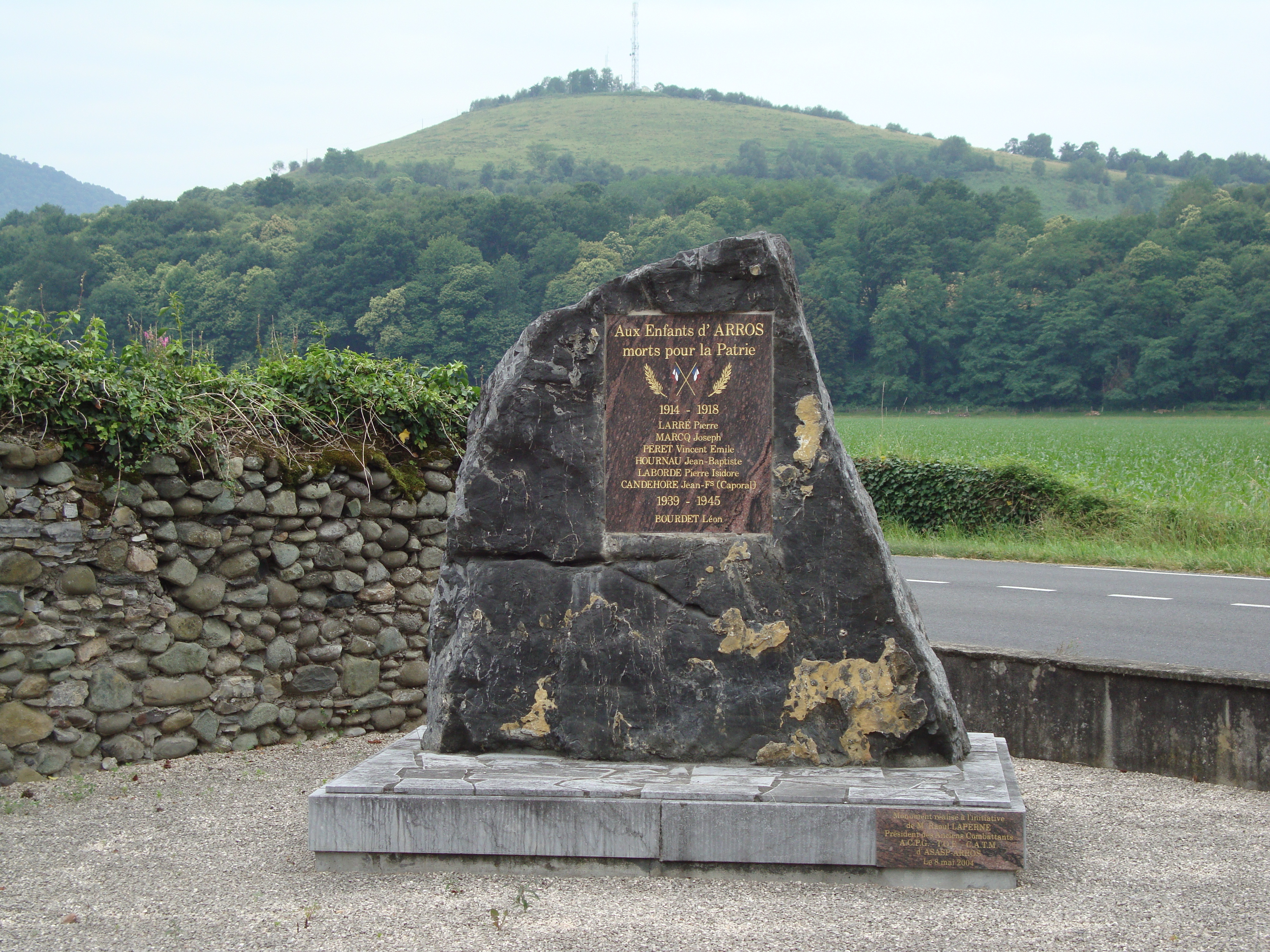
Monument aux morts.

## Toponymie
Le toponyme Arros est mentionné dès le XIIe siècle (titres de Gabas) ainsi qu’en 
1220 (for d'Oloron, sur copie de 1551), 
1249 (sentence sur le Josbaig, vidimus de 1464), 
1367 (cartulaire d'Oloron), 
1380 (archives départementales des Pyrénées-Atlantiques) et sur la carte de Cassini (fin XVIIIe siècle).
D’après Michel Grosclaude, Arros provient du radical basque (h)arr (« pierre ») ou d'un ancien propriétaire Arro, augmenté dans les deux cas du suffixe aquitain -ossum, soit donc « lieu de pierre » ou « domaine d’Arro ».
Son nom béarnais est également Arros.

## Histoire
En 1385, la commune dépendait du bailliage d'Oloron. Elle comptait une abbaye laïque, vassale de la vicomté de Béarn.
En 1956, Arros devient Arros-d'Oloron.

## Administration
| Période                                  | Période | Identité     | Étiquette | Qualité |
| ---------------------------------------- | ------- | ------------ | --------- | ------- |
|                                          |         | Bernard MORA |           |         |
| Les données manquantes sont à compléter. |         |              |           |         |

## Démographie
Paul Raymond note qu'en 1385 Arros comptait 7 feux. 
| 1793 | 1800 | 1806 | 1821 | 1831 | 1836 | 1841 | 1846 | 1851 |
| ---- | ---- | ---- | ---- | ---- | ---- | ---- | ---- | ---- |
| 182  | 157  | 157  | 179  | 200  | 204  | 177  | 193  | 189  |

| 1856 | 1861 | 1866 | 1872 | 1876 | 1881 | 1886 | 1891 | 1896 |
| ---- | ---- | ---- | ---- | ---- | ---- | ---- | ---- | ---- |
| 170  | 210  | 211  | 215  | 205  | 201  | 202  | 140  | 148  |

| 1901 | 1906 | 1911 | 1921 | 1926 | 1931 | 1936 | 1946 | 1954 |
| ---- | ---- | ---- | ---- | ---- | ---- | ---- | ---- | ---- |
| 150  | 148  | 144  | 116  | 117  | 107  | 101  | 108  | 113  |

| 1962 | 1968 | - | - | - | - | - | - | - |
| ---- | ---- | - | - | - | - | - | - | - |
| 113  | 106  | - | - | - | - | - | - | - |

## Culture locale et patrimoine

### Patrimoine religieux
L'église Saint-Vincent-Diacre date du XIXe siècle. Elle est inscrite à l'Inventaire général du patrimoine culturel.

## Pour approfondir